# أوجين بونيت
أوجين بونيت (بالفرنسية: Eugène Bonnet )‏ (و. 1922 – 2003 م) هو سياسي، من فرنسا، توفي عن عمر يناهز 81 عاماً.

## مناصب
تولى منصب رئيس بلدية، وعضو مجلس الشيوخ الفرنسي.